# Gonomyia petronis
Gonomyia petronis är en tvåvingeart som beskrevs av Alexander 1942. Gonomyia petronis ingår i släktet Gonomyia och familjen småharkrankar. Inga underarter finns listade i Catalogue of Life.